# Nicolas Sawaf
Nikolaki Sawaf (Aleppo, Síria, 8 de fevereiro de 1943) é um clérigo sírio. De 2000 a 2021 foi Arcebispo da Arquieparquia Greco-Católica Melquita de Latakia.
Nikolaki Sawaf foi ordenado sacerdote em 15 de abril de 1968.
Em 14 de janeiro de 2000 foi nomeado arcebispo de Latakia, sucedendo Fares Maakaroun. O arcebispo Boulos Nassif Borkhoche de Bosra e Hauran e os co-consagrantes o arcebispo Jean-Clément Jeanbart, de Aleppo e o arcebispo Fares Maakaroun, de Nossa Senhora do Paraíso em São Paulo no Brasil o consagraram em 4 de março de 2000 na Catedral da Anunciação de Latakia.
Seu mandato como arcebispo de Latakia terminou em agosto de 2021 com a eleição de seu sucessor, Georges Khawam.